# Jean-Paul Decoudun
Jean-Paul Louis Decoudun, né le 5 novembre 1911 à Angoulême et mort le 14 janvier 1983 à Chézy-en-Orxois, est un auteur et dessinateur de bande dessinée français, actif à partir du milieu des années 1940 jusqu'à la fin des années 1960, principalement collaborateur des éditions Artima, maison d'édition spécialisée dans les récits complets. Sa production est principalement basée sur des récits d'aventures classiques.

## Biographie

### Une formation inconnue et les débuts d'après-guerre
La première partie de la vie de Jean-Paul Decoudun est mal connue et peu renseignée. Ses activités, son éventuelle formation avant la Seconde Guerre mondiale sont inconnues. Il fit d'abord de la peinture à l'huile, notamment de paysages de Bretagne. Il est impossible de dire s'il se forma spécifiquement à la bande dessinée dans une école, s'il prit des cours ou s'il était autodidacte. Son père Henri-Édouard Decoudun exerçait la profession d'ingénieur chimiste à Angoulême et sa mère Blanche Rose Marie Bougeaud était mère au foyer. 
Il aurait donc, sans traces antérieures connues, commencé ses activités à partir de 1944, principalement avec des petits récits complets et des illustrations de couvertures dans un premier temps. Sa première contribution connue date de 1944 dans la Collection Vaillance de Marcel Daubin, puis en 1946 dans Jeunes Gars avec l'Avion perdu. La même année, il contribue à l'illustration de couvertures de romans sentimentaux publiés par les éditions Modes de Paris, mais il ne collabore cependant pas au magazine du même nom. Pour la collection de même genre Tendresse il dessine les couvertures. Il eut l'occasion de faire publier un récit, Le barrage tragique, dans l'hebdomadaire  à grande diffusion Pic et Nic en 1947. Il collabore également à plusieurs reprises avec les éditions Del Duca, dans la Collection Fantôme (de 1945 à 1946), dans Aventures héroïques (de 1946 à 1950), puis Aventures en images (de 1948 à 1950), et d'autres encore. C'est durant ses activités aux publications Del Duca des années 1948 à 1953 qu'il se forma réellement à un dessein plus professionnel. Il publie également sous des pseudonymes, comme celui de Sorel, dans diverses collections aux formats à l'italienne, outre celles déjà citées : Collection l'Intrépide (Société Universelle d’Édition) et Aventuriers d'aujourd'hui, plus pérenne avec une centaine de numéro (Éditions Mondiales).

### L'entrée chez Artima
Après un bref passage chez Fillette, c'est en 1952 que Jean-Paul Decoudun entre aux éditions Artima. C'est à partir de cette date qu'il s'installe durablement dans la profession, il est en  effet assuré d'avoir un travail fixe et régulier, avec la création de séries accompagnées de personnages récurrents qui permettent de lui donner une identité d'auteur dessinateur mieux installé. D'autant plus que la maison d'édition se développe rapidement en ce début des années 1950 et rencontre un public important. Il travaille également en parallèle jusqu'en 1958 pour le journal Bernadette sous les pseudonymes de Yan ou Jidé. Il fait partie des auteurs qui rejoignent la maison dans ces années là, Cazanave, Galland, Bastard, Le Rallic, pour renforcer les effectifs et l'ancienne équipe.
En avril de la même année, Decoudun créé le mensuel Aventures Film et la série John Boles dans la foulée de Ardan, premier titre au nouveau format « à la française » (17,5 × 23 cm, 36 pages, remplace le format à l'italienne) mais elle ne dure que cinq épisodes. Decoudun innove dans sa production de couvertures, il les conçoit comme attrayantes, colorées et représentant souvent le ou les héros du récit. Beaucoup plus sporadiquement, il publie chez Pilote en 1967 (une intervention seulement) pour illustrer un article de George Fronval sur Quelques-uns des espions les plus célèbres. Puis, toujours chez Dargaud, il crée deux ouvrages pour la collection Drames et Énigmes.
Il crée ensuite en 1954 sa série phare, Tim et Tom. Basée sur des aventures classiques conjuguant mystère et action, la série met en scène deux personnes principaux, Tim, un jeune homme intelligent, propre sur lui, toujours accompagné par son chien Tom, qui est le miroir animalier de son maître en termes de perspicacité. Il crée également la série Johnny Speed, qui traite des courses automobiles, pour quatre épisodes. Il fait ensuite une adaptation d'une bande d'origine espagnole, Ray Halcotan, qui a son propre titre. En parallèle il assure la publication d'une série publiée dans Téméraire, Tomic jusqu'en 1969. Il fait une dernière apparition ponctuelle en 1976 dans Ardan, avec La fusée mystérieuse, peut être dessiné auparavant et ressortie d'un tiroir, car c'est une adaptation d'un roman de la collection GP Rouge et Or. Ses activités professionnelles cessent après cette dernière contribution. Il réside principalement au boulevard de la Somme à Paris pendant ses années d'exercice, puis il se retire à Chézy-sur-Marne (Aisne) ou il est mort le 14 janvier 1983.

### Style
Son style est académique et classique, réaliste, mais possède une particularité : une grande multiplicité des points de vue, un style presque « cinématographique », avec plongée, contreplongée, champ, contrechamp, plan large ou resserré, vue lointaine. Beaucoup de cases présentent des paysages avec des arrières plans très détaillés. Le style est un peu raide ou rapide dans la représentation des personnages, leurs visages et leurs postures. Le découpage des planches reste très conventionnel, 12 vignettes sur 4 bandes de 3 dessins ou textes seuls. Le souci du détail est constant et le dessin d'une grande qualité. C'est à partir de son installation à Artima qu'il commence réellement à produire ses récits complets, Tim et Tom Ray Halcotan et Tomic principalement. Ces derniers se placent dans la mode et la production des récits complets d'après-guerre.

## Œuvres
Il commence sa carrière en 1946 en illustrant quelques couvertures des albums de la collection Tendresse des éditions Mode de Paris. Le mensuel Hop ! propose une bibliographie complète et très détaillée du travail de Jean-Paul Decoudun. Il collabore avec de nombreuses revues telles que Jeunes Gars, Pic et Nic, ou encore pour l'hebdomadaire O.K. En 1948, il est l'auteur de deux numéros chez la Collection Vaillance. Il publie par la suite de nombreux numéros aux Éditions Mondiales.

### Les aventures en images
- 1948 : Le fantôme du Louvre
- 1950 : La cité de la Lumière
- 1950 : Le vautour des montagnes Rocheuses
- 1950 : Les seigneurs du Hoggar
- 1950 : Suprême Combat
- 1950 : Sam Dunn l'héroïque cow-boy

### Collection l'intrépide
- 1949 : Les ailes rivales
- 1949 : Les émeraudes de Diane de Poitiers
- 1949 : Les pionniers du rail
- 1949 : Les aigles noirs
- 1949 : Une étrange évasion
- 1950 : L'épée de Gengis Khan
- 1950 : La petite sultane de Sarawak
- 1950 : Ophyr, pays de l'or
- 1950 : Un étrange voyage

### Les aventures héroïques
- 1949 : Atterrissage forcé
- 1949 : En pleine lutte
- 1949 : Vol d'essai
- 1950 : La zone mystère
- 1950 : Sous le soleil d'Afrique
- 1950 : La perle du Gange

### Collection aventurier d'aujourd'hui
- 1949-1950 : Le chasseur de mystère, deux épisodes
- 1949 : Millions inconnus (22 décembre)
- 1950 : Les diamants Broadway (5 janvier)

### Chez Artima
- Tim & Tom : 56 numéro de 1954 à 1961. Dont le mensuel Tim et Tom : 12 numéros de 1959 à 1960
- Ray Halcotan : 43 numéros de 1961 à 1966
- Tomic : 89 numéros de 1961 à 1969
- Mensuel Ray Halcotan : 21 numéros de 1960 à 1966